# Grün & Huth

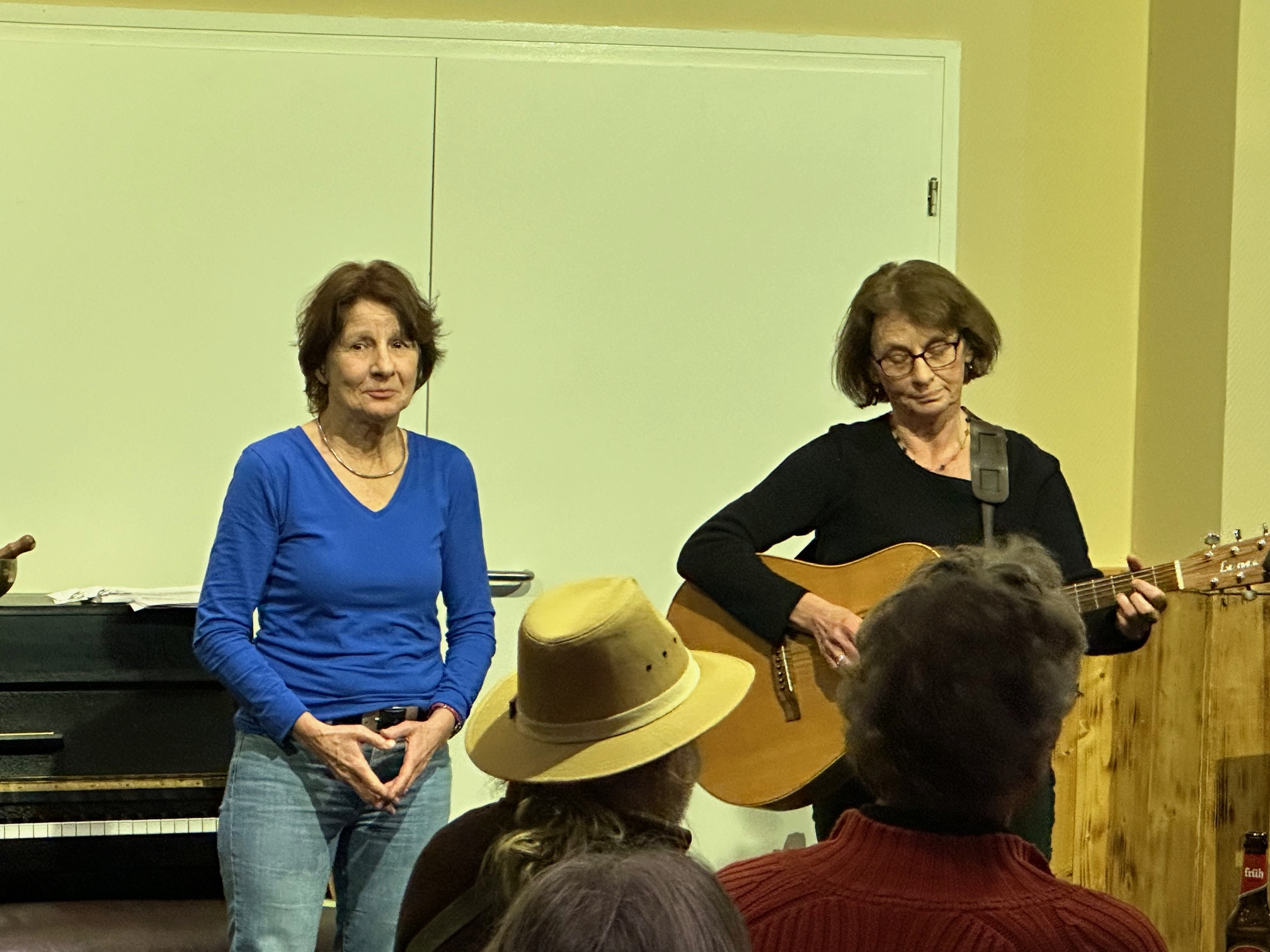
Auftritt von Grün & Huth in 2025

Grün & Huth ist ein Chansonkabarett-Duo aus Bonn. Mitglieder sind die beiden Musikerinnen Stephanie Huthmacher (* 28.Juni 1955 in Trier) und Ursula Hoffmann (* 24. Juli 1955 in Lathen/Ems). Sie machen seit der 10. Klasse gemeinsam Musik. Nach einigen Jahren Straßenmusik starteten Grün & Huth 1995 mit dem Programm „Liebe Liebe Liebe“ im Theater im ANNO in Bonn ihr Bühnenleben.
2010 haben Grün und Huth sowohl den Preis der Jury als auch den Publikumspreis beim Potsdamer Chansonfestival gewonnen.

## Veröffentlichungen, Diskographie
- Hätte (2019)
- Ich hör ja zu (2015)
- Melancholie – Eine Detektivgeschichte (2012)
- Die Dinge des Lebens (2010)
- Ich singe heut mal nur für mich (2006)
- Soweitsogut (2003)
- Trifft sich gut (2000)
- Bonn am Rhein (1997)